# Oil India FC
Der Oil India Football Club ist ein Fußballverein aus dem nordostindischen Duliajan, Assam. Derzeit spielt er in der zweiten Liga des Landes, der I-League 2. Division. Seine Heimspiele trägt er im Oil India Ground aus. Namensgeber und Sponsor des Vereins ist die Firma Oil India Limited.